# Karl Hoefer

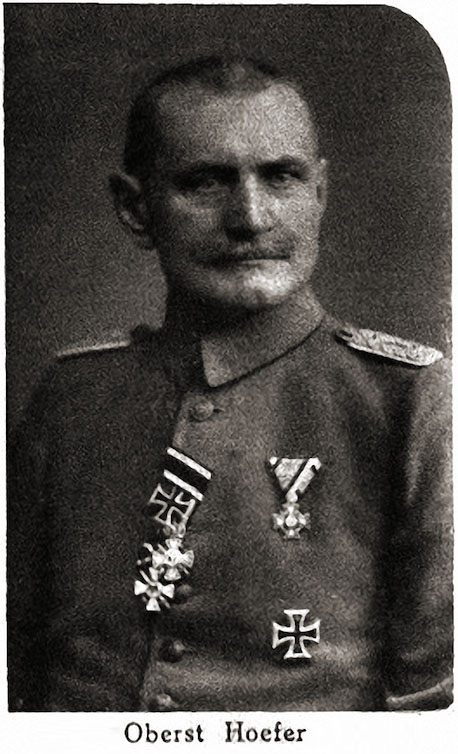
Karl Hoefer (1916)

Karl Julius Robert Hoefer (* 29. Dezember 1862 in Pleß; † 12. Mai 1939 in Würzburg) war ein deutscher Generalleutnant sowie Freikorpsführer und SS-Oberführer.

## Leben
Hoefer trat am 10. April 1883 als Fahnenjunker in das Grenadier-Regiment „König Friedrich Wilhelm II.“ (1. Schlesisches) Nr. 10 in Schweidnitz ein. Dort erfolgte am 13. November 1883 seine Ernennung zum Fähnrich sowie am 13. September 1884 die Beförderung zum Sekondeleutnant. Am 20. September 1890 versetzte man Hoefer in das 3. Oberschlesische Infanterie-Regiment Nr. 62 nach Cosel und verwendete ihn dort zunächst als Bataillon-, dann als Regimentsadjutant. In dieser Funktion wurde er am 29. März 1892 Premierleutnant. Als solcher versah er dann ab 14. Dezember 1895 Dienst als Adjutant der 24. Infanterie-Brigade, wurde am 12. September 1896 unter Belassung in diesem Kommando in das 8. Rheinische Infanterie-Regiment Nr. 70 versetzt und zum Hauptmann befördert. Nach seiner dortigen Tätigkeit als Kompaniechef kommandierte man ihn ab 1. Oktober 1898 zum Preußischen Kriegsministerium und setzt ihn als Adjutant der Versorgungs- und Justizdepartements ein. Am 22. Mai 1900 kehrte Hoefer in den Truppendienst als Kompaniechef im 3. Ober-Elsässischen Infanterie-Regiment Nr. 172 zurück. Vom 18. Mai 1905 bis 20. April 1911 folgte seine Kommandierung zur Artilleriedepot-Inspektion nach Berlin sowie die zwischenzeitliche Beförderung zum Major am 27. Januar 1906. Hoefer übernahm im Anschluss als Kommandeur das II. Bataillon des 3. Posenschen Infanterie-Regiments Nr. 58, wurde am 1. Oktober 1912 Oberstleutnant und als solcher am 18. Februar 1913 zum Stab des 3. Westpreußischen Infanterie-Regiments Nr. 129 nach Graudenz.
Hier verblieb er über den Ausbruch des Ersten Weltkriegs hinaus. Am 27. August 1914 folgte Hoefers Ernennung zum Kommandeur des Landwehr-Infanterie-Regiments 10 sowie kurz darauf am 5. September 1914 die Beförderung zum Oberst. Während der Kämpfe an der Front erlitt Hoefer am 7. August 1915 schwere Verwundungen, sodass er nach einem Lazarettaufenthalt als Offizier von der Armee zunächst kein Truppenkommando erhielt. Nach seiner Gesundung setzte man ihn ab 2. Juni 1916 zunächst als Kommandeur des Landwehr-Infanterie-Regiments 57 ein und ernannte Hoefer drei Monate später zum Kommandeur der 17. Landwehr-Brigade, die er bis zum 16. Februar 1918 führen sollte. Im Anschluss übernahm Hoefer die 43. Ersatz-Infanterie-Brigade, wurde am 25. Februar Generalmajor sowie am 12. April 1918 Kommandeur der 117. Infanterie-Division. Mit dieser war er u. a. an der Vierten Flandernschlacht beteiligt und konnte sich durch die Erstürmung des strategisch wichtigen Kemmelbergs auszeichnen. Seine angekämpft von der Somme kommende Division wurde ab Mitte September 1918 Stellungstruppe vor den West-Maas-Höhen, lag somit im Angriffsschwerpunkt der US-amerikanischen Meuse-Argonnen-Offensive. 
Nach Kriegsende erfolgte seine Übernahme in die Reichswehr und Hoefer erhielt ab 1. Mai 1919 zunächst das Kommando über die Reichswehr-Brigade 32. Fünf Monate später erfolgte die Ernennung zum Infanterie-Führer 8. Anschließend war Hoefer ab März 1920 kurzzeitig Kommandeur der Reichswehr-Brigade 8, dann ab 26. April Kommandeur der Reichswehr-Brigade 6 und schließlich ab 18. Dezember 1920 Kommandant von Breslau. In dieser Funktion schied er am 31. Dezember 1920 aus dem aktiven Dienst aus und wurde in den Ruhestand versetzt. Nachträglich erhielt Hoefer am 3. Februar 1921 noch die Beförderung zum Generalleutnant. Er wohnte von Januar 1920 bis zum September 1937 in Coburg.
Hoefer fungierte vom 20. Mai bis 5. Juli 1921 als Führer des Oberschlesischen Selbstschutzes und hatte als solcher maßgeblichen Anteil an der Erstürmung des Sankt Annaberges während des Dritten Polnischen Aufstandes. Zum 20. April 1936 trat er der SS im Range eines SS-Oberführers bei (SS-Nummer 276.338).

## Sonstiges
Die Kaserne in Homburger Stadtteil Erbach trug ihm zu Ehren den Namen Hoefer-Kaserne. 1945 wurde sie von der französischen Besatzungsmacht, nach dem ehemaligen französischen Gouverneur von Homburg und Kommandant der Hohenburg (1680 bis 1697) Graf La Bretesche, in Siedlung La Bretesche umbenannt und zunächst den in Homburg beschäftigten Zwangsarbeitern zur Verfügung gestellt. Danach wurde sie zur „Heimstätte“, einer Auffangsiedlung für durch den Krieg Wohnungslose, Flüchtlinge und Vertriebene.
Im Jahre 1927 wurde in Neustadt O.S. der Name der Kasernenstrasse in Karl-Hoefer-Strasse geändert (jetzt Grunwaldzka). Eine Berliner Straße im Stadtteil Reinickendorf wurde 1941 nach Karl Hoefer benannt, was erst 1996 auffiel. Angesichts seiner Mitgliedschaft in der SS wurde die Straße am 11. September 1998 in Von-der-Gablentz-Straße (nach einem Widerstandskämpfer gegen das NS-Regime) umbenannt.

## Auszeichnungen
- Roter Adlerorden III. Klasse mit Schleife und Schwertern
- Kronenorden III. Klasse[7]
- Preußisches Dienstauszeichnungskreuz[7]
- Eisernes Kreuz (1914) II. und I. Klasse
- Ritterkreuz des Königlichen Hausordens von Hohenzollern mit Schwertern
- Pour le Mérite mit Eichenlaub
  - Pour le Mérite am 23. Juli 1916
  - Eichenlaub am 14. April 1918 (86. Verleihung)

## Schriften
- Oberschlesien in der Aufstandszeit 1918–1921. Erinnerungen und Dokumente. Berlin 1938.